# 雷恰鄉 (布拉索夫縣)

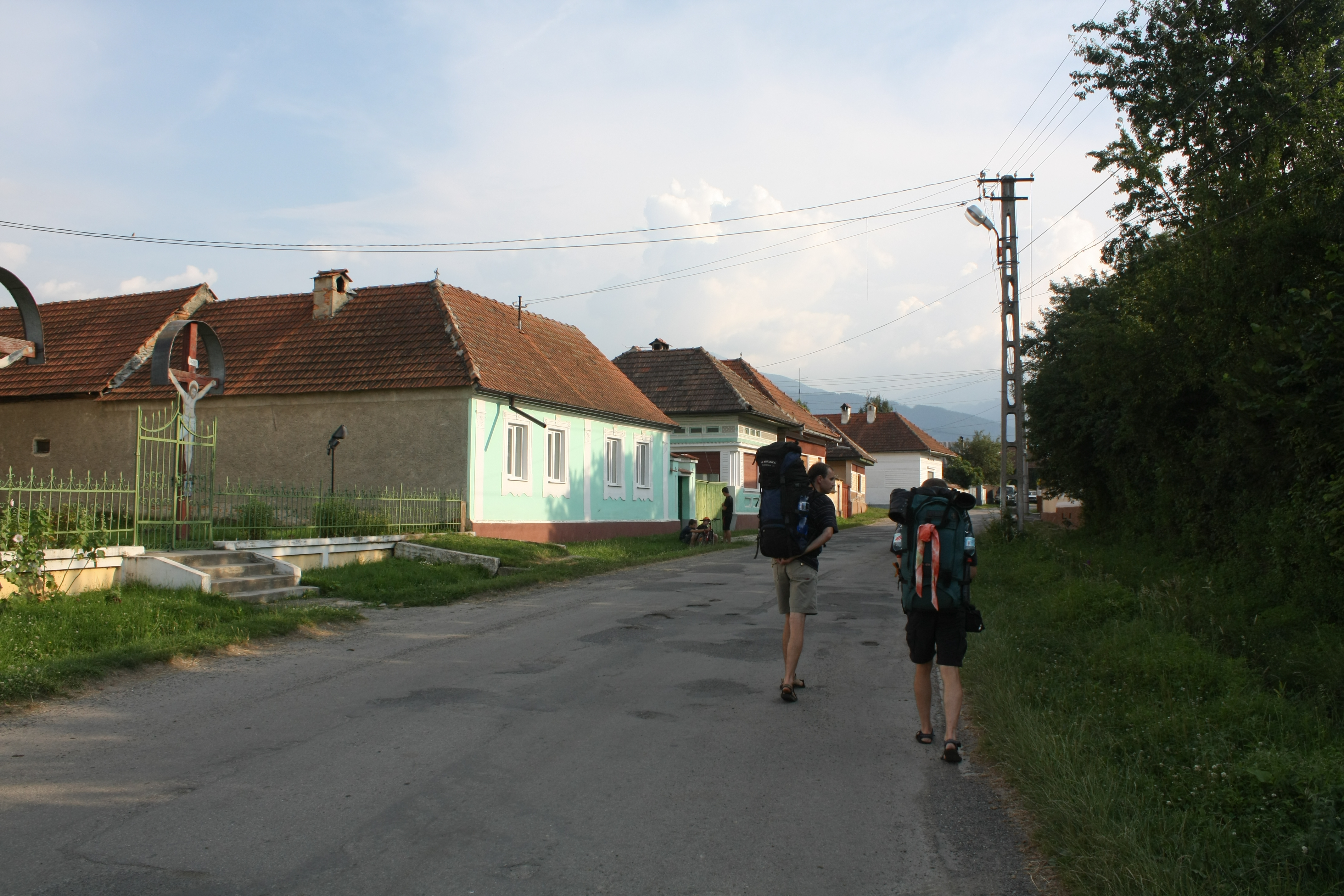

45°43′51″N 24°56′41″E / 45.73083°N 24.94472°E
雷恰鄉（羅馬尼亞語：Comuna Recea, Brașov），是羅馬尼亞的鄉份，位於該國中部，由布拉索夫縣負責管轄，面積159平方公里，海拔高度529米，2007年人口3,183，人口密度每平方公里20人。